# Municipio de Essex (condado de Stark)
El municipio de Essex (en inglés, Essex Township) es un municipio del condado de Stark, Illinois, Estados Unidos. Tiene una población estimada, a mediados de 2022, de 572 habitantes.

## Geografía
Está ubicado en las coordenadas 41°1′6″N 89°48′42″O / 41.01833, -89.81167. Según la Oficina del Censo, tiene una superficie de 93.6 km², correspondientes en su totalidad a tierra firme.

## Demografía
Según el censo de 2020, en ese momento había 583 personas residiendo en la zona. La densidad de población era de 6.2 hab./km². El 94.85 % de los habitantes eran blancos, el 0.86 % eran afroamericanos, el 0.17 % era amerindio, el 0.34 % eran asiáticos, el 0.51 % eran de otras razas y el 3.26 % eran de una mezcla de razas. Del total de la población, el 3.60 % eran hispanos o latinos de cualquier raza.